# Centris carolae
Centris carolae är en biart som beskrevs av Roy R. Snelling 1966. Centris carolae ingår i släktet Centris och familjen långtungebin. Inga underarter finns listade.